# Drosera dielsiana
Drosera dielsiana es una especie de planta carnívora de la familia de las droseráceas, nativa de Sudáfrica, Mozambique, Malaui, y Zimbabue. 

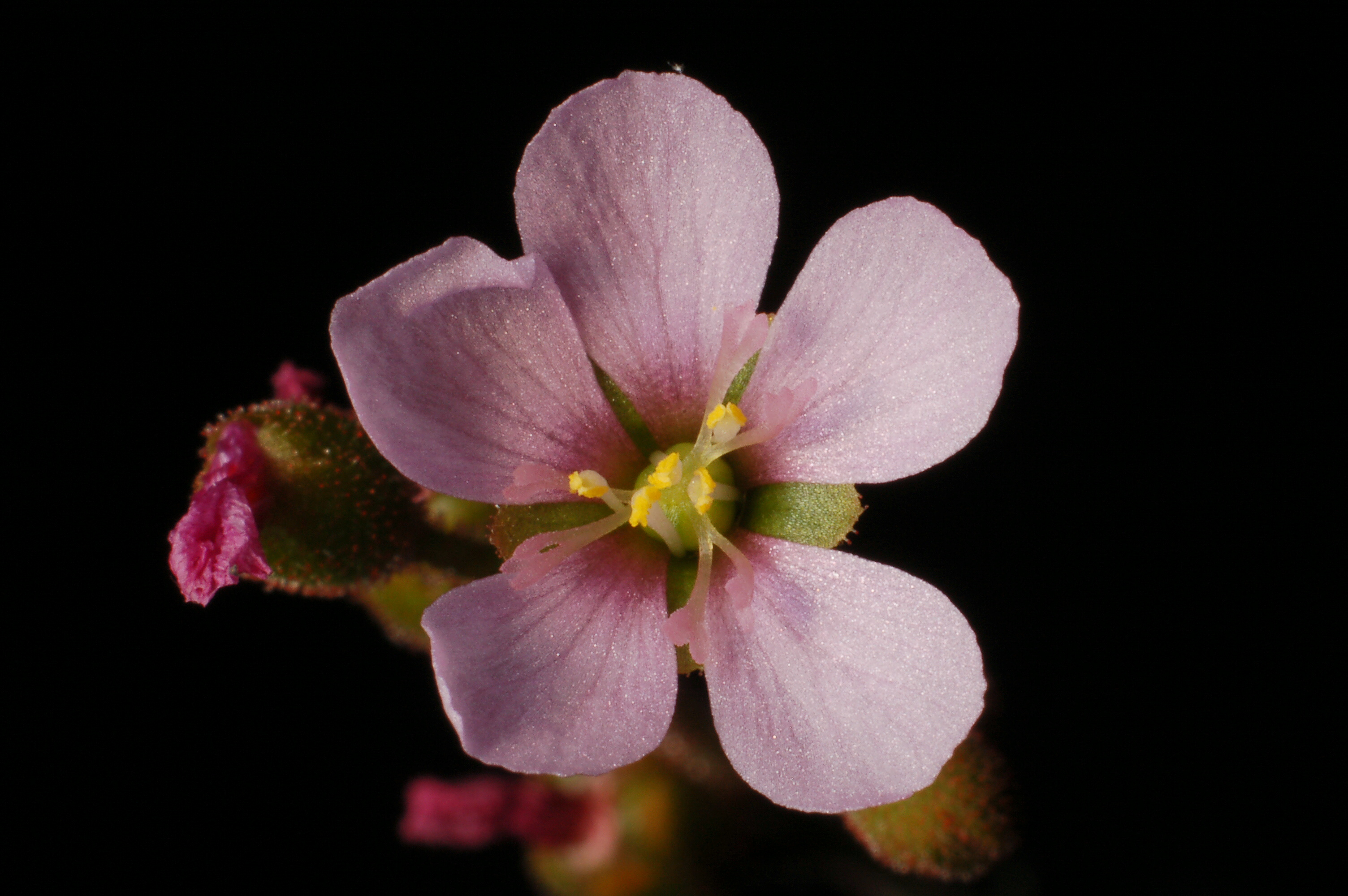
Detalle de la flor

## Descripción
Drosera dielsiana es una planta herbácea que crece en rosetas compactas con algunas largas y delgadas raíces. Las 15 a 25 hojas son sésiles, las hojas viejas se disuelven rápidamente. Las estípulas son pequeñas, en forma de oreja y con flecos, la lámina es espatulada, y miden hasta 10 cm de largo redondeadas en el extremo, hacia la base en una hoja como de tallo, peluda en parte cónica. La superficie inferior de la hoja es escasamente pilosa. La inflorescencia, en su mayoría, en posición vertical, con frecuencia doblada en la parte inferior, en la base peluda, sin hojas y de hasta 50 cm de largo, en su extremo, se encuentra ocho, a veces hasta doce pequeñas, y rara vez abiertas flores. Los sépalos se fusionan. Los pétalos son de color fucsia, morado o blanco, y tienen una longitud de hasta 7 mm. Las cápsulas de semillas son oblongas.

## Distribución
La especie se encuentra en Sudáfrica en el este de Transvaal, en Suazilandia y el norte de Natal, en el sur de África tropical, principalmente en las mesetas.

## Taxonomía
Drosera dielsiana fue descrita por Exell & J.R.Laundon y publicado en Boletim da Sociedade Broteriana 30: 214. 1956.
Etimología
Drosera: tanto su nombre científico –derivado del griego δρόσος [drosos]: "rocío, gotas de rocío"– como el nombre vulgar –rocío del sol, que deriva del latín ros solis: "rocío del sol"– hacen referencia a las brillantes gotas de mucílago que aparecen en el extremo de cada hoja, y que recuerdan al rocío de la mañana.
dielsiana: epíteto otorgado en honor de Ludwig Diels.